# Suore missionarie di Gesù Crocifisso
Le Suore Missionarie di Gesù Crocifisso (in portoghese Irmãs Missionárias de Jesus Crucificado) sono un istituto religioso femminile di diritto pontificio: le suore di questa congregazione pospongono al loro nome la sigla M.J.C.

## Storia
Le origini della congregazione risalgono a un'associazione sorta nel 1922 a Campinas (Brasile) a opera del missionario salesiano Domenico Giovannini.
Dopo la sua elezione a vescovo di Campinas, Francisco de Campos Barreto, insieme con Maria Villac, promosse la creazione di un istituto religioso formato da donne provenienti dall'associazione e il 3 maggio 1928, ottenuto il nihil obstat della Santa Sede, eresse canonicamente la congregazione.
L'istituto ricevette il pontificio decreto di lode il 10 marzo 1952.

## Attività e diffusione
Le finalità della congregazione sono l'opera di evangelizzazione e la catechesi; ai tre voti comuni a tutti i religiosi le suore dell'istituto aggiungono quello di mansuetudine e amore a Maria.
Sono presenti nelle Americhe (Brasile, Cile, Ecuador, Bolivia, Paraguay, Uruguay, Nicaragua) e in Africa (Angola, Mozambico); la sede generalizia è a Campinas.
Alla fine del 2008 la congregazione contava 762 religiose in 168 case.